# Vitiligo

Persoană de culoare suferindă de vitiligo

Vitiligo este o afecțiune (boală) care duce la distrugerea sau slăbirea melanocitelor, acele celule pigmentare responsabile de culoarea pielii, ceea ce duce la pierderea sau oprirea producerii pigmentului și la apariția de pete albe pe suprafața pielii. Din motive încă nelămurite, boala afectează cu preponderență anumite zone ale corpului, între care fața, picioarele, articulațiile, degetele, genunchii și organele genitale. Vitiligo nu afectează textura și celelalte calități ale pielii, ci are efect numai asupra culorii acesteia. Pe lângă petele albe, la unii bolnavi apar fire de păr alb în scalp, gene, sprâncene sau barbă. 
Boala afectează 0,5-2% din populația lumii și are vârsta medie de instalare la 20 de ani. Circa 30% din persoanele afectate au în familie bolnavi de vitiligo.

Printre persoanele afectate de această boală a fost, conform propriilor declarații, și Michael Jackson.